# Zymostérol
Le zymostérol est un intermédiaire du métabolisme du cholestérol, dont il est un précurseur. La conversion du zymostérol en cholestérol s'effectue dans le réticulum endoplasmique.
Le zymostérol s'accumule rapidement dans la membrane plasmique, où il migre depuis le cytosol près de deux fois plus vite que le cholestérol lui-même.